# Neopomacentrus sororius
Neopomacentrus sororius là một loài cá biển thuộc chi Neopomacentrus trong họ Cá thia. Loài này được mô tả lần đầu tiên vào năm 2005.

## Từ nguyên
Tính từ định danh sororius trong tiếng Latinh mang nghĩa là "như chị em", hàm ý đề cập đến mối quan hệ gần của loài cá này với Neopomacentrus azysron.

## Phạm vi phân bố và môi trường sống
N. sororius có phạm vi phân bố rộng khắp Ấn Độ Dương. Loài này được tìm thấy từ bờ biển Đông Phi (gồm cả Madagascar và Comoros) trải dài về phía đông đến Thái Lan và đảo Sumatra (Indonesia).
N. sororius sinh sống tập trung gần những rạn san hô viền bờ ở độ sâu đến 14 m.

## Mô tả
Chiều dài tối đa được ghi nhận ở N. sororius là 6,4 cm. Màu vàng bao phủ toàn cuống và vây đuôi, cũng như một phần phía sau của vây lưng. Vây hậu môn phớt vàng, không có các chấm xanh lam. Gốc vây ngực có đốm đen.
Số gai ở vây lưng: 13; Số tia vây ở vây lưng: 11–12; Số gai ở vây hậu môn: 2; Số tia vây ở vây hậu môn: 11–12; Số gai ở vây bụng: 1; Số tia vây ở vây bụng: 5; Số tia vây ở vây ngực: 18; Số lược mang: 20–23.

## Sinh thái học
Thức ăn của N. sororius là các loài động vật phù du. Cá đực có tập tính bảo vệ và chăm sóc trứng.